# Campanula barbata
 Campanula barbata, in het Nederlands meestal baardig klokje of behaard klokje genoemd, is een plant uit het geslacht Campanula.
De plant komt in de Alpen voor, hiernaast is een geïsoleerde standplaats in Noorwegen, hiertussen komt de plant vrijwel niet voor. De standplaats in Zuid-Noorwegen is vermoedelijk een relict uit de ijstijd. Ook in de Karpaten komt de soort voor.
De plant wordt in Duitsland "Bärtige Glockenblume" genoemd, in Oostenrijk kent de plant een aantal volksnamen als 'Kuhglocke', 'Himmelsglöckle' en 'Muttergottesglöckle'.

## Kenmerken
De kruidachtige plant wordt 10-40 cm hoog. De bloemen zijn hemelsblauw,maar ook wit en violet kunnen voorkomen. De bloemen staan in een eenzijdige tros aan de stijf rechtopstaande stengel. De kelk is ruig behaard. De klokvormige bloem wordt ongeveer 3 cm lang. De bloem kroon is aan de binnenzijde behaard. De bloeitijd loopt van juni tot augustus.

## Ecologische aspecten
De 0,5 cm lange haren aan de binnenzijde van de bloemkroon zijn waarschijnlijk een verdediging tegen kruipende, honingrovende insecten als mieren en oorwurmen.
De bloem wordt als schuilplaats door enkele insecten gebruikt, het temperatuurverschil tussen binnen en buiten het klokje kan enkele graden bedragen.
Ze is een van de vele waardplanten voor de bladmineerder Amauromyza gyrans.

## Voorkomen
De plant is te vinden op (alpen)weiden en lichte bossen. Ze is karakteristiek voor het zogenaamde Nardion, voedselarme alpenweiden. Ze is een kalkmijdende soort, en groeit op niet al te dikke humuslagen op hoogten van 1000-2700 m.

## Bibliografie

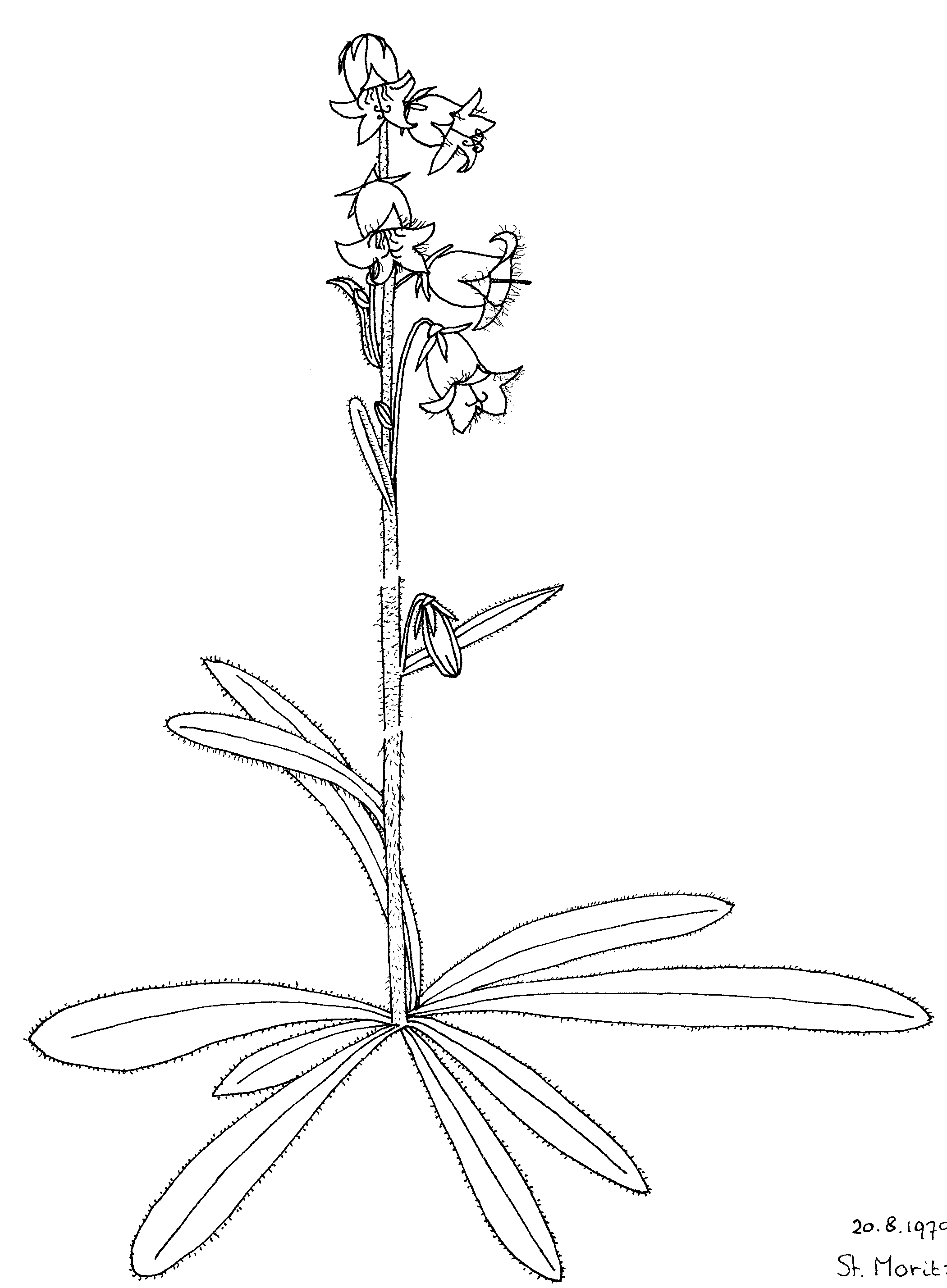
Campanula barbata